# Tauno Jaskari
Tauno Jaskari (* 1. Juni 1934 in Nurmo) ist ein ehemaliger finnischer Ringer. Er war Vizeweltmeister und Teilnehmer der Olympischen Sommerspiele 1960 in Rom.
Jaskari rang im freien und im griechisch-römischen Stil im Bantamgewicht, später auch im Federgewicht. Bei internationalen Wettkämpfen wurde er jedoch ausschließlich im freien Stil eingesetzt, wie bei seiner ersten Weltmeisterschaft 1954 in Tokio, als er als einziger eines finnischen Zweimannteams mit Bronze eine Medaille gewinnen konnte. Drei Jahre später holte er in Istanbul die WM-Silbermedaille, die er bei der nächsten Freistil-WM 1959 in Teheran verteidigen konnte. Beide Male war jeweils nur der Türke Hüseyin Akbaş besser gewesen. In den 60er-Jahren gehörte er noch zur Weltspitze, Platzierungen unter den ersten drei gelangen ihm allerdings nicht mehr. Seine einzige Olympiateilnahme beendete er 1960 als Fünfter. In Finnland feierte er zwischen 1953 und 1968 insgesamt 20 Meisterschaften.
Sein Vater war Aatos Tuomas Jaskari, der bei den Olympischen Spielen 1932 in Los Angeles eine Bronzemedaille im freien Stil im Bantamgewicht gewann.

## Erfolge
- 1954, 3. Platz, WM in Tokio, FS, Bg bis 57 kg, hinter Mustafa Dağıstanlı, Türkei und Lajos Bencze, Ungarn
- 1957, 2. Platz, WM in Istanbul, FS, Bg bis 57 kg, hinter Hüseyin Akbaş, Türkei und vor Yasuyuki Shimamura, Japan
- 1959, 2. Platz, WM in Teheran, FS, Bg bis 57 kg, hinter Hüseyin Akbaş und vor Wladimir Arsenjan, UdSSR und Tadashi Asai, Japan
- 1960, 5. Platz, OS in Rom, FS, Bg bis 57 kg, hinter Terence McCann, USA, Nejdet Zalew, Bulgarien, Tadeusz Trojanowski, Polen und Tadashi Asai
- 1962, 5. Platz, WM in Toledo (Ohio), FS, Bg bis 57 kg, hinter Hüseyin Akbaş, Masaki Hatta, Japan, János Varga, Ungarn und David Auble, USA
- 1963, 6. Platz, WM in Sofia, FS, Fg bis 63 kg, hinter Osamu Watanabe, Japan, Mohammad Ebrahim Seifpour, Iran, Stancho Kolew Iwanow, Bulgarien, Ronald Finley, USA und Sami Pehlivan, Türkei
- 1966, 4. Platz, EM in Karlsruhe, FS, Fg bis 63 kg, hinter Elkan Tedejew, UdSSR, Enju Todorow, Bulgarien und Nihat Kabanli, Türkei

## Finnische Meisterschaften
- 1953, 1. Platz, FS, bis 57 kg, vor Arvo Kyllönen und Leo Honkala
- 1953, 2. Platz, GR, bis 57 kg, hinter Matti Rantala und vor Onni Hakkarainen
- 1954, 1. Platz, FS, bis 57 kg, vor Leo Honkala und Tenho Haapala
- 1955, 1. Platz, FS, bis 57 kg, vor Lennart Viitala und Niilo Kinnunen
- 1955, 2. Platz, GR, bis 57 kg, hinter Matti Rantala und vor Tenho Haapala
- 1956, 1. Platz, FS, bis 62 kg, vor Sakari Mäenpää und Tapani Kuparinen
- 1957, 1. Platz, FS, bis 62 kg, vor Pertti Ahokas und Tauno Kylkisalo
- 1957, 1. Platz, GR, bis 57 kg, vor Reijo Nykänen und Aaro Paski
- 1958, 1. Platz, FS, bis 62 kg, vor Sakari Mäenpää und Paavo Nyrhinen
- 1958, 1. Platz, GR, bis 57 kg, vor Aaro Paski und Veikko Manninen
- 1959, 1. Platz, FS, bis 62 kg, vor Sakari Mäenpää und Elmer Luhtala
- 1960, 1. Platz, FS, bis 62 kg, vor Sakari Mäenpää und Kaimo Koponen
- 1961, 1. Platz, FS, bis 62 kg, vor Aaro Paski und Pentti Koskela
- 1961, 1. Platz, GR, bis 62 kg, vor Sakari Mäenpää und Mauri Seppä
- 1962, 1. Platz, FS, bis 63 kg, vor Mauri Seppä und Valto Harju
- 1963, 1. Platz, FS, bis 63 kg, vor Ilmari Ruikka und Markku Seppä
- 1963, 3. Platz, GR, bis 63 kg, hinter Mauri Seppä und Paavo Laukkanen
- 1964, 1. Platz, FS, bis 63 kg, vor Markku Seppä und Simo Lindqvist
- 1964, 1. Platz, GR, bis 63 kg, vor Heikki Vallin und Ilmari Timonen
- 1965, 1. Platz, FS, bis 63 kg, vor Pentti Koskinen und Pentti Ylinen
- 1965, 1. Platz, GR, bis 63 kg, zusammen mit Martti Laakso und vor Jorma Juoperi
- 1966, 1. Platz, FS, bis 63 kg, vor Pentti Ylinen und Pentti Koskinen
- 1966, 2. Platz, GR, bis 63 kg, hinter Martti Laakso und vor Heino Jämsä
- 1967, 1. Platz, FS, bis 63 kg, vor Markku Seppä und Pentti Koskinen
- 1968, 2. Platz, FS, bis 63 kg, hinter Jorma Liimatainen und vor Markku Seppä